# Lomas Vóley
O Lomas Vóley, é um time de argentino de voleibol masculino da cidade de Lomas de Zamora. Atualmente disputa a Liga A1 Argentina que conquistou o bronze na edição do Campeonato Sul-Americano de Clubes de 2015.

## Resultados obtidos nas principais competições

### Títulos conquistados e resultados
- Campeonato Sul-Americano de Clubes (1 vez): 2018
- Campeonato Sul-Americano de Clubes (1 vez): 2015
- Copa ACLAV (1 vez): 2016
- Copa Máster (2 vezes): 2016 e 2017